# Point Islands
Point Islands är öar i Kanada.   De ligger i territoriet Nunavut, i den östra delen av landet, 1 800 km norr om huvudstaden Ottawa.